# Manuel Lemmel Malo de Molina
Manuel Lemmel Malo de Molina (Barcelona, 26 de març de 1894 - ?) fou un futbolista català de la dècada de 1910 i més tard destacat àrbitre de futbol.

## Biografia
Va néixer al carrer Bruc de Barcelona, fill de Paul Lemmel Freidet, natural de Chemnitz, i de Maria del Pilar Malo de Molina i Pombo, natural de la Vila de Gràcia.
No se sap del cert quan va morir. Les darreres informacions en hemeroteques sobre ell daten de finals de 1934. Fou enterrat al Cementiri de Montjuïc.

## Trajectòria
Fou jugador del FC Barcelona durant la temporada 1912-13, però només arribà a disputar alguns partits amistosos. La part final de la temporada la passà a l'Universitari SC. A continuació jugà al RCD Espanyol tres temporades, on guanyà el campionat català de la temporada 1914-15.
Fou un destacat alteta (11,8 en 100 metres i 1,55 en salt d'altura, l'any 1912). Un cop retirat de la pràctica esportiva activa, esdevingué àrbitre de futbol, activitat en la qual destacà, dirigint partits durant una quinzena de temporades, al voltant del període 1915 a 1930. També fou l'ajudant de Paco Bru a la selecció espanyola que participà en els Jocs Olímpics d'Anvers de l'any 1920.
El seu germà Pablo Lemmel fou porter de futbol i directiu de l'Espanyol.